# Megaselia tumidicornis
Megaselia tumidicornis är en tvåvingeart som beskrevs av Borgmeier 1962. Megaselia tumidicornis ingår i släktet Megaselia och familjen puckelflugor. Inga underarter finns listade i Catalogue of Life.